# 전압 제어 발진기
전압 제어 발진기(Voltage-controlled oscillator, VCO)는 전자적 진동을 전압의 차이로 표현하는 발진기이다.

## 참고 사이트
- 텀즈 - 전압 제어 발진기

## 같이 보기
- 가변 이득 증폭기